# 跃进街道 (辽阳市)
跃进街道，是中华人民共和国辽宁省辽阳市白塔区下辖的一个乡镇级行政单位。2020年4月，将跃进街道、卫国路街道合并，命名为武圣街道。

## 行政区划
跃进街道下辖以下地区：
新世纪社区、供销社区、东文化社区、市委社区、邮电新村社区居民委员和爱民社区。